# Lijst van flamencogitaristen
Dit is een lijst van toqueadores, bekende flamencogitaristen.
Toqueador is flamencojargon voor flamencogitarist. Hij speelt een toque, een bepaalde flamencovorm, bijvoorbeeld een  bulerías of een granadinas.
Tocar betekent: iets bespelen zodat er geluid wordt geproduceerd. Toquetar = tokkelen.
Een "guitarista" is in het algemeen een gitarist(e). Dat kan een klassieke gitarist zijn, een elektrisch spelende gitarist, maar ook een flamencogitarist. 
| Artiest                                       | * / † jaar  | Land                      | Info                               |
| --------------------------------------------- | ----------- | ------------------------- | ---------------------------------- |
| Tito Alcedo                                   |             |                           |                                    |
| Antonio de Algeciras (Antonio Pecino Sánchez) | 1908-1994   | Vlag van Spanje           | Algeciras - Madrid                 |
| Julián Arcas                                  |             |                           |                                    |
| Pedro Bacán                                   |             |                           |                                    |
| Andrés Batista                                |             |                           |                                    |
| Miguel Borrull Castelló (padre)               |             |                           |                                    |
| Miguel Borrull Jiménez (hijo)                 |             |                           |                                    |
| Juan Camborio                                 |             |                           |                                    |
| Manuel Cano                                   |             |                           |                                    |
| Augustin Carbonell                            |             |                           |                                    |
| José Manuel Carmona                           |             |                           |                                    |
| Juan Carmona (Habichuela)                     |             |                           |                                    |
| Antonio Carríon                               |             |                           |                                    |
| Paco Cepero (Francisco López-Cepero García)   | 1942        | Vlag van Spanje           | Jerez de la Frontera               |
| Javier Conde                                  |             |                           |                                    |
| Merengue de Córdoba                           |             |                           |                                    |
| Miguel Angel Cortés                           |             |                           |                                    |
| Paco Cortés                                   |             |                           |                                    |
| Juan Diego Mateos Reina                       | 1969        | Vlag van Spanje           | Jerez de la Frontera               |
| Álvarez Fernández                             |             |                           |                                    |
| Paco Fernández                                |             |                           |                                    |
| Manolo Franco                                 |             |                           |                                    |
| Diego del Gastor                              | 1908 - 1973 | Vlag van Spanje           | Arriate - Morón de la Frontera     |
| Paco del Gastor                               | 1944        | Vlag van Spanje           | Morón de la Frontera               |
| Juan Gómez (Chicuelo)                         |             |                           |                                    |
| Manuel Granados                               |             |                           |                                    |
| Salvador Gutiérrez                            |             |                           |                                    |
| Juan Habichuela                               |             |                           |                                    |
| Pepe Habichuela                               |             |                           |                                    |
| Carlos Habichuelas                            |             |                           |                                    |
| Juan Habichuelas                              |             |                           |                                    |
| Juan Gandulla Habichuela                      |             |                           |                                    |
| Louis Habichuelas                             |             |                           |                                    |
| Pepe Habichuelas                              |             |                           |                                    |
| Carlos Heredia                                |             |                           |                                    |
| Andrés Heredia Santiago                       |             |                           |                                    |
| Óscar Herrero                                 |             |                           |                                    |
| Manolo de Huelva                              |             |                           |                                    |
| Jerónimo                                      |             |                           |                                    |
| José Jiménez (El Viejín)                      |             |                           |                                    |
| Ramón Jiménez                                 |             |                           |                                    |
| Santiago Lara                                 |             |                           |                                    |
| Alfredo Lagos (El Bola)                       |             |                           |                                    |
| José Manuel León                              |             |                           |                                    |
| Pascual de Lorca                              |             |                           |                                    |
| Ernesto Los de Badajoz                        |             |                           |                                    |
| Justo Los de Badajoz                          |             |                           |                                    |
| Manolo Los de Badajoz                         |             |                           |                                    |
| Paco Los de Badajoz                           |             |                           |                                    |
| Pepe Los de Badajoz                           |             |                           |                                    |
| Perico el del Lunar (Rafael Marín)            |             |                           |                                    |
| Maestro Patiño                                |             |                           |                                    |
| Manitas de Plata                              | 1921-2014   | Vlag van Frankrijk        |                                    |
| Luis Maravilla                                |             |                           |                                    |
| Juan Martín                                   |             |                           |                                    |
| Melchor de Marchena                           |             |                           |                                    |
| Enrique de Melchor                            |             |                           |                                    |
| Daniel Méndez                                 |             |                           |                                    |
| José Luis Mentón                              |             |                           |                                    |
| Ricardo Miño                                  |             |                           |                                    |
| Javier Molina                                 |             |                           |                                    |
| Carlos Montoya                                | 1903-1993   | Vlag van Spanje           | Madrid - New York                  |
| José Manuel Montoya                           |             |                           |                                    |
| Ramón Montoya                                 | 1880-1949   | Vlag van Spanje           |                                    |
| Moraíto Chico (Manuel Moreno Junquera)        | 1956        | Vlag van Spanje           | Jerez de la Frontera               |
| Diego del Morao                               |             |                           |                                    |
| Manuel Morao                                  |             |                           |                                    |
| Diego de Morón                                |             |                           |                                    |
| Murciano                                      |             |                           |                                    |
| Myrrdin (Myrddin de Cauter)                   |             | Vlag van België           | Gent                               |
| Niño de Pura                                  |             |                           |                                    |
| Niño Jero                                     |             |                           |                                    |
| Niño Josele                                   |             |                           |                                    |
| Niño Miguel                                   |             |                           |                                    |
| Niño de Ricardo (Manuel Serrapi Sánchez)      | 1904-1972   | Vlag van Spanje           | Sevilla                            |
| Nono García                                   |             |                           |                                    |
| Gerardo Nuñez                                 | 1961        | Vlag van Spanje           |                                    |
| Miguel Ochando                                |             |                           |                                    |
| Paco de Lucena                                |             |                           |                                    |
| Paco de Lucía (Francisco Sánchez Gómez)       | 1947-2014   | Vlag van Spanje           | Algeciras - Cancún (Mexico)        |
| Paco el Barbero                               |             |                           |                                    |
| Paco Jarana                                   |             |                           |                                    |
| Paco Javier Jimeno                            |             |                           |                                    |
| Paco Peña                                     | 1942        | Vlag van Spanje           | Córdoba                            |
| Pedro Peña (Pedro Javier Gonzáles)            |             |                           |                                    |
| Parrilla de Jerez (Manuel Fernández Molina)   | 1945-2008   | Vlag van Spanje           | Jerez de la Frontera               |
| Antonio Pérez                                 |             |                           |                                    |
| Carlos Piñana                                 |             |                           |                                    |
| Donn E. Pohren                                | 1931- 2007  | Vlag van Verenigde Staten | VS Mineapolis - Madrid (Las Rosas) |
| José Quevedo (El Bolita)                      |             |                           |                                    |
| Antonio Rey                                   |             |                           |                                    |
| Rafael Riqueni                                |             |                           |                                    |
| Ramón de Algeciras (Ramón Sánchez Gómez)      | 1938-2009   | Vlag van Spanje           | Algeciras - Madrid                 |
| José Luis Rodriques                           |             |                           |                                    |
| José Antonio Rodríquez                        |             |                           |                                    |
| Juan Carlos Romero                            |             |                           |                                    |
| Pepe Romero                                   | 1944        | Vlag van Spanje           | Málaga                             |
| Jesús de Rorario                              |             |                           |                                    |
| Sabícas (Agustín Castellón Campos)            | 1912-1990   | Vlag van Spanje           | Pamplona - New York                |
| Esteban Sanlúcar                              |             |                           |                                    |
| Manolo Sanlúcar                               |             |                           |                                    |
| Serranito                                     |             |                           |                                    |
| Juan Serrano                                  |             |                           |                                    |
| Pedro Sierra                                  |             |                           |                                    |
| Juan Antonio Suárez Cano                      |             |                           |                                    |
| Tomatito (José Fernández Torres)              | 1958        | Vlag van Spanje           | Almería                            |
| Jesús de Torres                               |             |                           |                                    |
| Vicente Amigo (Vicente Amigo Girol)           | 1967        | Vlag van Spanje           | Guadalcanal                        |